# 耶拿大街
耶拿大街（法語：Avenue d'Iéna）是法国巴黎十六区的一条林荫大道，始于阿尔贝·德曼大街，终于戴高乐广场，中途经过耶拿广场、格拉斯海军上将广场、乌拉圭广场和卡勒吉广场。它得名于塞纳河上的耶拿桥（得名于耶拿战役）。全场1150米，平均宽35米。

## 交汇道路
1. 在耶拿广场：威尔逊总统大街、珑骧街、Bossière街、塞尔维亚的皮埃尔一世大街
2. 在格拉斯海军上将广场：吕贝克街、美国广场／杰弗逊广场、巴萨诺路、乔治·比才路、弗雷西内街
3. 在乌拉圭广场：伽利略路、季洛杜街
4. 在卡勒吉广场：瓦格里街、季洛杜街
5. 牛顿街
6. 迪蒙迪维尔街
7. 拉彼鲁兹街
8. 普雷斯堡路

距离最近的地铁站有：
- 耶拿站 靠近耶拿广场的南端
- 夏爾·戴高樂-星形站 在戴高乐广场的北端